# 北野武

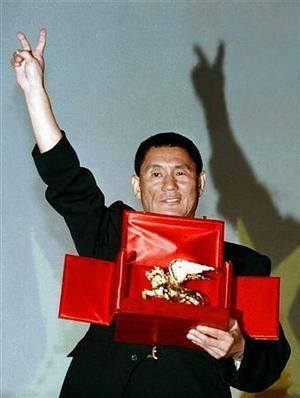
北野武獲頒金獅獎

北野武（日语：／ Kitano Takeshi */?；1947年1月18日—）是日本搞笑藝人，東京都足立區島根出身。原本與兼子二郎以搞笑二人組「Two Beat」的名義活動，後來身兼電影導演、演員、电视节目主持人，並因電影導演身分使其國際知名度大開。
北野武在通常的演藝活動中，大多使用艺名彼得武（ Bīto Takeshi；或譯為彼得武），而少用本名。其與塔摩利、明石家秋刀魚並稱為日本搞笑藝人三巨頭。

## 生涯
北野武是當油漆師傅的父親北野菊次郎（電影《菊次郎的夏天》與其父有關）與母親北野佐紀的四男（一位兄長幼年夭折，故為實際長大的三男）。次兄北野大曾任明治大学理工学部應用化学科教授。
小學就讀足立区立梅島第一小学校，由於母親對教育非常重視，因此北野武成績相當優秀，尤其是算数、圖畫課。小学校畢業後，母親希望他進入好学校，因而越區就讀足立區立第四中學校。中学卒業後，進入東京都立足立高等學校。
1965年高校畢業後，接受母親的建議，北野武就读明治大学工学部（現理工學部）機械工学科。由於熱心參與學生運動及文化活動，並兼職多項工作及參加戲劇表演，雖然已經拿到140個畢業學分當中的106個，仍然因太少到校而中途退学。不过2004年9月，明治大学頒發「特别毕业认定証」及「特別功勞賞」給他，以表彰其貢獻。
1980年代初期，日本掀起漫才表演風靡社會大眾的「漫才熱潮」。北野武乘著此熱潮，一躍成為家喻戶曉的搞笑藝人。其知名的搞笑橋段（ギャグ）為「科馬內奇」（コマネチ），以雙手比劃體操高叉褲的動作，名稱則取自當時知名的體操選手纳迪娅·科马内奇。
1983年，北野武在大島渚作品《戰場上的快樂聖誕》飾演二次大戰時日軍戰俘營的軍官，獲得了國際知名。1986年，北野武率领自己的“北野军团”成员暴力袭击刊登他婚外情事件的小报《星期五》，引发强烈舆论。
北野武导演的电影《花火》，於1997年获得第54屆威尼斯影展金獅獎。《座头市》2003年获得第60屆威尼斯影展最佳導演銀獅獎。作为电影导演在世界范围内得到了较高的评价。特别是在欧洲，有一些忠实的崇拜者亲切地称呼北野武为“Kitanist”。
2005年4月就任东京艺术大学研究生院教授电影专业主任。其後北野武再度投入電影拍攝工作，並起用全新演員班底，新片《極惡非道》於第63屆坎城影展首映。
2021年9月4日晚11点40分左右，北野武报警人称，他的汽车在东京港区的TBS公司所在地遭到了攻击。 据警视厅赤坂警署称，北野武乘坐的汽车被一名男子用镐头袭击。赶到现场的警察将一名来自千叶县的40多岁的失业男子拘留，并以涉嫌违反銃刀法逮捕他，因为他携带了一把刀刃约10厘米的小刀。
2021年末，一部描写北野武的传记影片《浅草小子》在Netflix上映。导演是剧团一人，主演是大泉洋和柳楽優弥。这部影片主要描写了北野武（彼得武）作为搞笑艺人的成长经历。

## 导演作品
- 1989年：《凶暴的男人》
- 1990年：《3-4×10月（日语：3-4×10月）》
- 1991年：《那年夏天，寧靜的海》
- 1993年：《北野武奏鳴曲》
- 1995年：《北野武的性愛狂想曲》
- 1996年：《壞孩子的天空》
- 1997年：《花火》
- 1999年：《菊次郎之夏》
- 2000年：《四海兄弟》
- 2002年：《淨琉璃》
- 2003年：《盲俠座頭市》
- 2005年：《雙面北野武》
- 2007年：《導演萬歲！（日语：監督・ばんざい!）》
- 2008年：《阿基里斯與龜》
- 2010年：《極惡非道》
- 2012年：《極惡非道2》
- 2015年：《龙三和他的七人党（日语：龍三と七人の子分たち）》
- 2017年：《極惡非道最終章》
- 2023年：《首（日语：首 (北野武)）》
- 2024年：《破碎的憤怒（笑傲刺客）（日语：Broken Rage）》

## 演出作品
下列電影除了《戰場上的快樂聖誕》、《Gonin》、《御法度》、《大逃殺》、《血與骨》、《只為了你》、《紅鳉魚》、《攻殼機動隊》、《破狱》外，都是北野武自己导演與演出的電影（都用彼得武這個藝名）
- 戰場上的快樂聖誕（Merry Christmas, Mr. Lawrence）（1983年，導演：大島渚）飾演頗能善待英軍俘虜之原玄悟軍曹（成名作）
- 夜叉（1985年）
- 凶暴的男人（1989年）
- 3-4×10月（1990年）
- 北野武奏鳴曲（1993年）
- 性爱狂想曲（1995年）
- Gonin（1995年）
- 花火（1997年）飾演向黑幫借債之問題刑警
- 菊次郎之夏（1999年）
- 御法度（1999年，導演：大島渚）
- 大逃杀（2000年，導演：深作欣二）
- 四海兄弟（2000年）
- 盲俠座頭市（2003年）
- 血与骨（2004年，導演：崔洋一）
- Takeshis'（2005年）
- 导演万岁!（2007年）
- 阿基里斯與龜（2008年）
- 只為了你（2012年）
- 紅鳉魚（页面存档备份，存于）（2015年）TBS電視劇 飾演 立川談志
- 人生的約定(人生の約束)(2016年) 飾演 岩濑厚一郎
- Doctor-X～外科醫·大門未知子～-SP（2016年）朝日電視劇 飾演 黒須貫太郎
- 女人沉睡時（2016年，導演：王穎）
- 人中之龍6（2016年）遊戲 飾演 廣瀨徹
- 攻殼機動隊（2017年）
- 破狱（2017年）主演 浦田进
- 韋駄天～東京奧運故事～（2019年）NHK大河劇 飾演 古今亭志生 (兼任旁白)

## 主持電視節目
- 日本放送《北野武的深夜日本》(1981年1月1日～1990年12月27日)
- 朝日電視台《北野武的日本運動大將》(1985年4月~1990年2月)
- 東京放送《百戰百勝王》(1986年~1989年)
- 東京放送《總天然色綜藝 北野電視台》(1989年4月21日~1989年9月15日)
- 富士電視台《平成教育委員會》(1991年~1997年)
- 朝日電視台《北野武的TV擒抱》(1991年4月1日~)
- 富士電視台《北野Fan Club》(1991年4月12日~1996年3月22日)
- 日本電視台《世界超偉人傳說》(1992年~1998年)
- 朝日放送《北野武的萬物創世紀》（1995年10月17日~2001年3月20日）
- 富士電視台《北野富士》(1996年4月~1997年9月)
- JFN《北野武的收音機黃金時代》（1999年4月〜2000年9月）
- 朝日放送《最終警告！恐怖的家庭醫學》（2004年~2009年）
- 日本電視台《北野武日本教育白皮書》(2005年11月12日~)
- NRN《北野武的文學夜話》
- 朝日放送《全民家庭醫學》（2010年~）

## 電子遊戲作品
- 《北野武的挑戰狀》（1986年）設計師
- 《人中之龍6 生命詩篇。》（2016年）廣瀨徹

## 作品特色
- 一连串快速的暴力画面。
- 喜欢拍海边的镜头。
- 喜欢对于人物拍停止式的镜头。

## 軼事
- 是他在1996年邀请当时的模特安藤政信参加了《坏孩子的天空》的拍摄，讓初出道的安藤奪得該年度許多電影新人獎。
- 1994年，摩托車車禍導致他在醫院裡住了一個多月，由於嚴重的傷勢進行了一次全面的臉部手術，但手術後右邊的臉就麻痺了。嚴重受傷的原因是駕駛時沒戴上安全帽所致，事後他說這是一樁「不成功的自殺」。
- 曾经做过拳擊手和踢踏舞者，前者在《坏孩子的天空》中有所影射，後者在《菊次郎之夏》中有所影射。
- 在2017年12月29日TBS電視台播放的「ニュースキャスター　超豪華！芸能ニュースランキング２０１７決定版」中，北野武透露了最高月收入曾超過1億日元[7]。